# 阿古河
阿古河（法語： 或 ，法語發音：[aɡu(t)]）是法國的河流，位於該國西南部，屬於塔恩河的左支流，河道全長195公里，流域面積3,500平方公里，平均流量每秒55立方米，河口處在圣叙尔皮斯拉潘特。

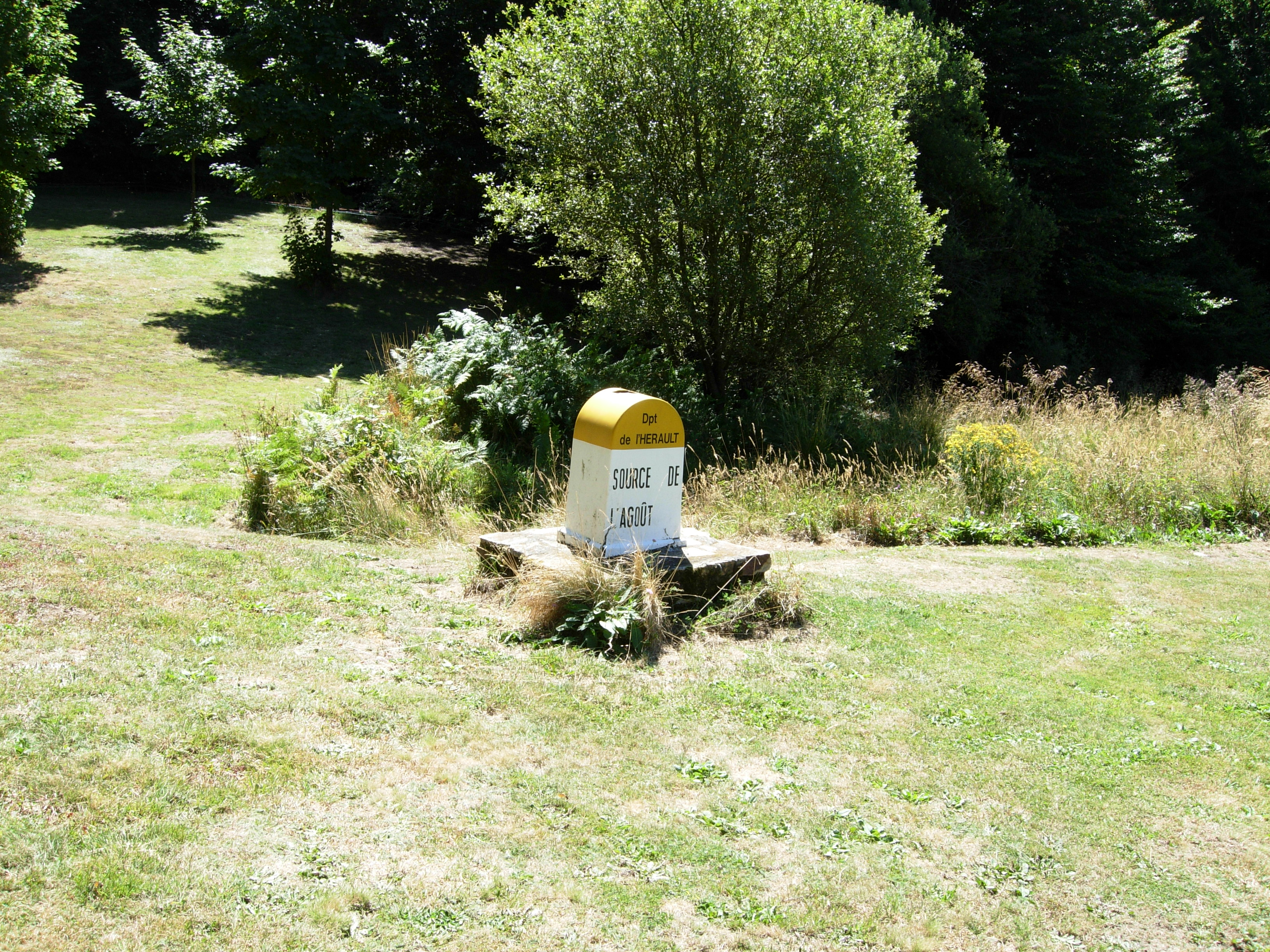
康邦和萨尔韦格
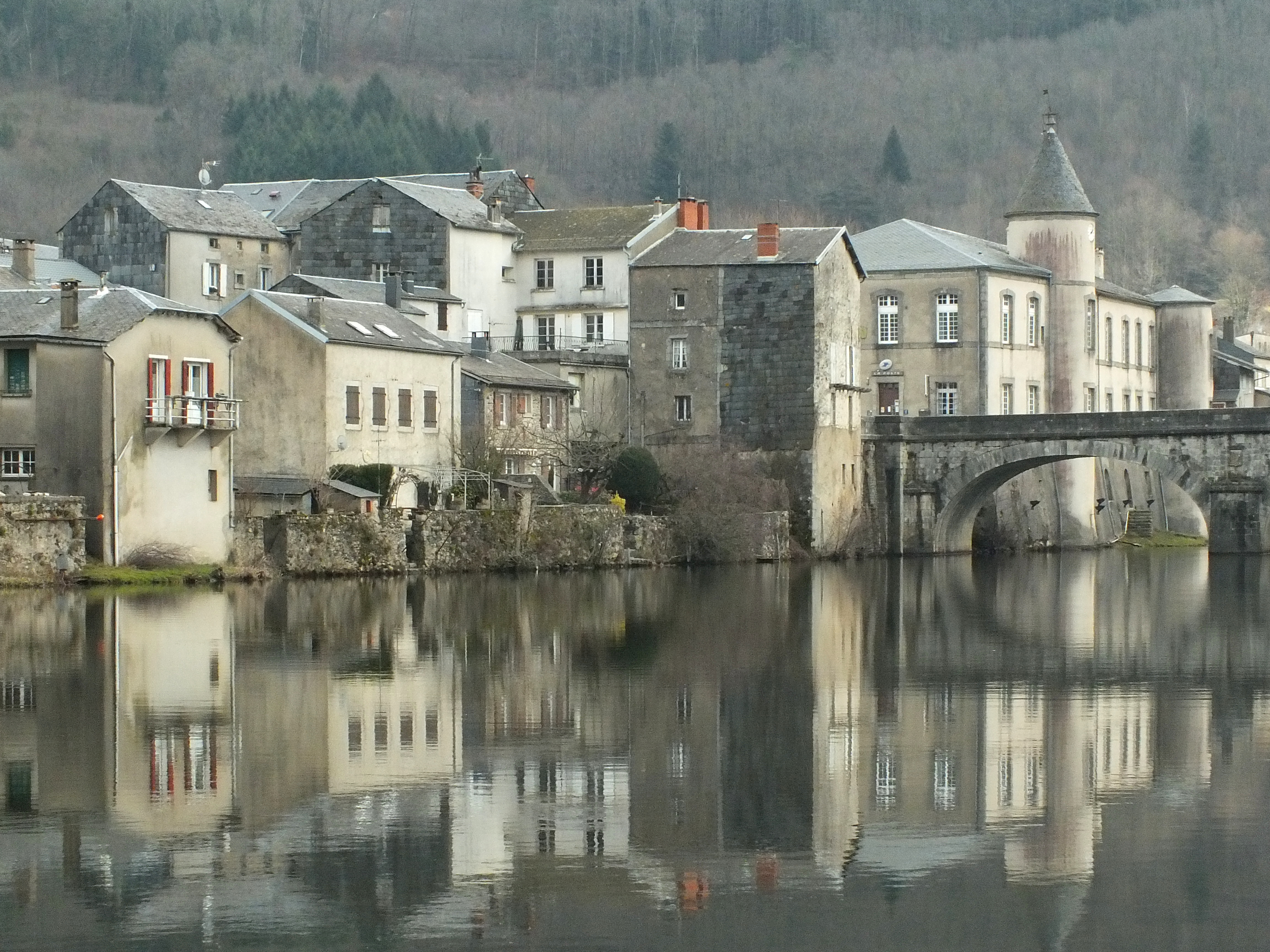
布拉萨克
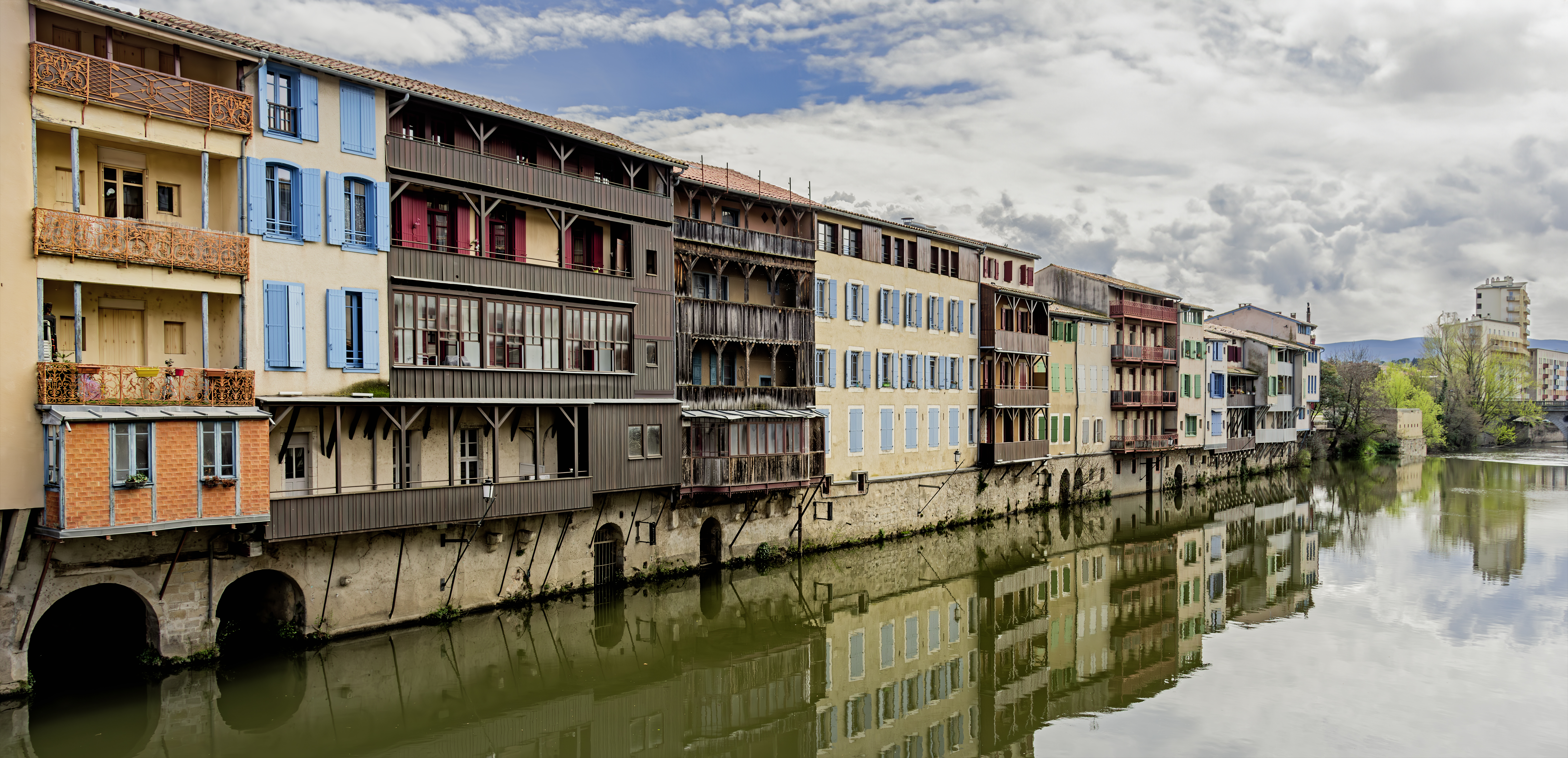
卡斯特尔
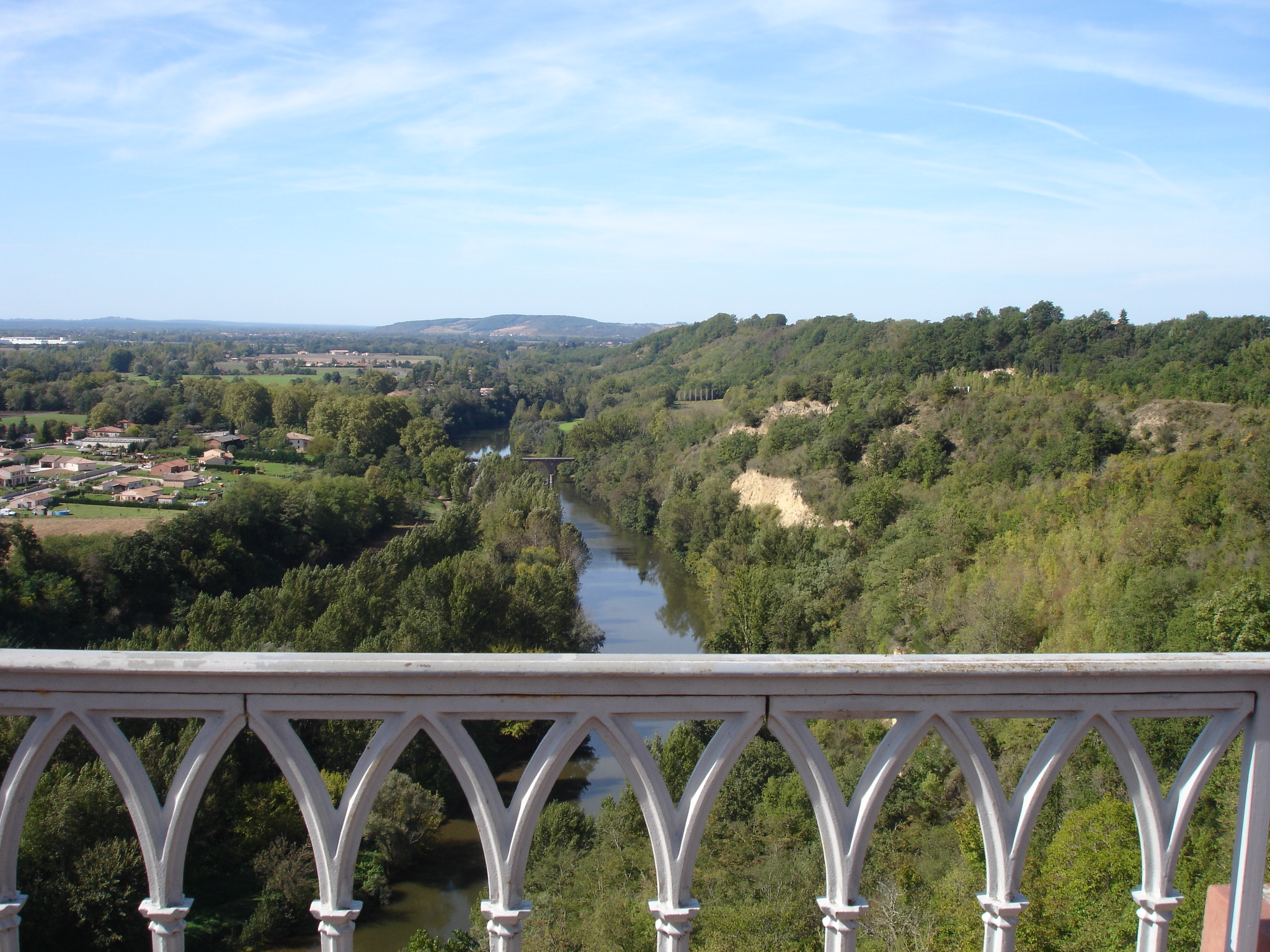
日鲁桑斯
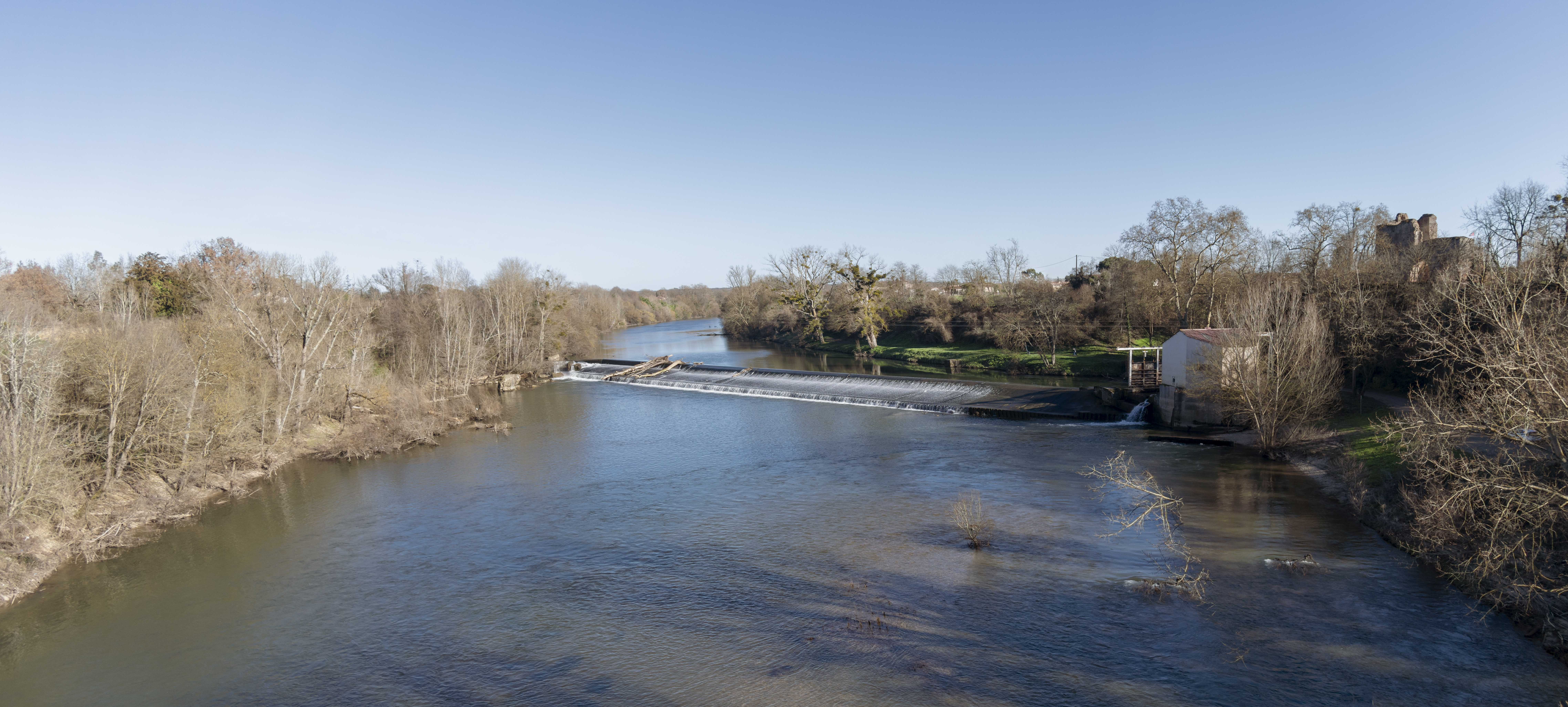
圣叙尔皮斯拉潘特

## 外部連結
- The Agout at the Sandre database （页面存档备份，存于）